# دييغو كابريرا
دييغو كابريرا (بالإسبانية: Diego Cabrera) (13 أغسطس 1982 بسانتا كروز دي لا سييرا في بوليفيا - ) هو لاعب كرة قدم بوليفي في مركز الهجوم. شارك مع منتخب بوليفيا تحت 20 سنة لكرة القدم ومنتخب بوليفيا لكرة القدم. أما مع النوادي، فقد لعب مع إنديبندينتي ميديلين وإنديبنديينتي سانتا في وديبورتيفو باستو وذي سترونغيست وسيرو بورتينيو ونادي بوليفار ونادي ديبورتيفو سان خوسي وأورينتي بيتروليرو وClub Aurora ‏ وUniversitario de Sucre ‏ ونادي غوبيارا وديبورتيس توليما وريونيغرو أغيلاس وClub Deportivo Capiatá ‏ وكوكوتا ديبورتيفو ‏ ونادي بلومينغ.

## روابط خارجية
- دييغو كابريرا على موقع إي إس بي إن إف سي (الإنجليزية)
- دييغو كابريرا على موقع قاعدة بيانات كرة القدم.إي يو (الإنجليزية)
- دييغو كابريرا على موقع ناشيونال فوتبول تيمز (الإنجليزية)
- دييغو كابريرا على موقع Soccerway.com (الإنجليزية)
- دييغو كابريرا على موقع AS.com (الإسبانية)